# Пекінський переворот
Пекінський переворот (спрощ.: 北京政变; кит. трад.: 北京政變; піньїнь: Bĕijīng Zhèngbiàn) — поширена назва державного перевороту 23 жовтня 1924 року, що призвів до повалення Фен Юсяном президента Цао Куня, керівника мілітаристської Чжилійської кліки. Сам Фен Юсян назвав переворот столичною революцією.
Переворот відбувся в ключовий момент другої чжилійсько-фентянської війни та привів до перемоги прояпонської Фентянської кліки над Чжилійською клікою. Після перевороту почався нетривалий період лібералізації за президентства Хуан Фу, однак уже 23 листопада його уряд було змінено на консервативний прояпонський на чолі з Дуань Ціжуєм. Переворот відвернув багатьох ліберально налаштованих китайців від пекінського уряду та призвів до хвилі заворушень, що отримали назву Руху 30 травня.

## Передумови
1923 року Цао Кунь, лідер панівної Чжилійської кліки, зайняв пост президента шляхом підкупу Національних зборів. Бажаючи отримати престижну посаду глави держави, він усунув президента Лі Юаньхуна й відкрито запропонував п'ять тисяч доларів кожному члену парламенту, який обере його на пост президента. Незважаючи на масове обурення й зустрічний хабар, запропонований Чжан Цзолінем, Дуань Ціжуєм і Сунь Ятсеном тим парламентарям, які не будуть за нього голосувати, план удався. На Свято Двох Десяток відбулась інавгурація, що включала присягу на щойно виданій конституції. Отримавши пост президента, Цао Кунь не почав займатись прямими обов'язками, а зосередився на боротьбі з конкурентними мілітаристськими угрупованнями.
Один з його підлеглих, Фен Юсян, ставав усе більш невдоволеним політикою Цао Куня й У Пейфу: його симпатії були на боці гоміньданського уряду Сунь Ятсена, що розміщувався в Гуанчжоу. Окрім того, Японська імперія надала йому через Чжан Цзоліня 1,5 мільйони єн для повалення уряду, оскільки Чжилійська кліка проводила жорстку антияпонську політику. Восени 1924 року почалась друга чжилійсько-фентянська війна. Під військовим керівництвом У Пейфу Чжилійська кліка розраховувала розбити Фентянську кліку й потім покінчити з нечисленними противниками, що залишились на півдні.

## Перебіг подій
Рано вранці 23 жовтня загони Фен Юсяна захопили ключові урядові та громадські будівлі, а також дороги, що ведуть до Пекіна. Цао Кунь був узятий під домашній арешт і позбавлений посту президента. Довідавшись про переворот, шаньдунський військовий лідер Чжан Цзунчан запропонував Фентянській клікі свою допомогу, що мало вирішальне значення для подальшого перебігу війни. Чжан Цзолінь цілком використав переворот, перейшов у наступ і виграв ключову битву під Тяньцзінем.
У Пейфу та рештки чжилійських військ відступили до центрального Китаю, де з'єднались із союзними військами Сунь Чуаньфана. Вся північ Китаю була розділена між Фентянською клікою та Фен Юсяном, армія якого отримала назву Гоміньцзюнь («Націоналістична армія»). Чжан Цзолінь узяв під контроль заможний північний схід, а Фен Юсян — злиденний північний захід.
Після перевороту Фен Юсян призначив на пост президента Хуан Фу, який від його імені провів низку реформ, включаючи вигнання колишнього імператора Пуї з Забороненого міста та скасування статусу офіційних годинників для Вежі дзвону та Вежі барабану. Однак Хуан Фу відмовився гарантувати привілеї іноземців, що спричинило невдоволення Чжан Цзоліня. Фен Юсян і Чжан Цзолінь погодились розпустити Національні збори, що дискредитували себе, та створити тимчасовий уряд на чолі з Дуань Ціжуєм.

## Наслідки
Між Фен Юсяном, Чжан Цзолінем, Дуань Ціжуєм і Сунь Ятсеном відбулись перемовини з об'єднання каїни, які, однак, не мали результату. В березні 1925 року Сунь Ятсен помер.
Фен Юсян і Чжан Цзолінь посварились після того, як 22 листопада Го Сунлін зрадив Гоміньцзюнь: почалась третя чжилійсько-фентянська війна. За шість днів Лі Дачжао очолив рух «Перший об'єднаний фронт», спрямований на повалення тимчасового уряду Дуань Ціжуя, однак усупереч первинним намірам Фен Юсян не підтримав його, віддавши перевагу концентрації сил на боротьбі з Чжан Цзолінем, в результаті чого рух зазнав поразки.
Пекінський переворот і поразка Чжилійської кліки надали Чан Кайші час для створення Національно-революційної армії та створили умови для успіху Північного походу Гоміньдану. Якби переворот не відбувся, Чжилійська кліка покінчила б із Гоміньданом після розгрому Фентянської кліки.
Фен Юсян був урятований завдяки союзу з Чан Кайші під час походу, однак потім розчарувався в його керівництві, повстав проти Гоміньдану та був розбитий під час Війни на центральних рівнинах 1930 року.